# Каннинг-Тодд, Патрисия
Мэри Патрисия Каннинг-Тодд (англ. Mary Patricia Canning Todd; 22 июля 1922, Сан-Франциско — 5 сентября 2015, Энсинитас, Калифорния) — американская теннисистка-любительница, четвёртая ракетка мира в 1947 и 1949 годах. Чемпионка Франции во всех трёх разрядах, победительница Уимблдонского турнира (1947) в женском парном разряде.

## Биография
Патрисия Каннинг родилась в Сан-Франциско и росла в Аламиде. Она начала играть в теннис в Аламиде с восьми лет, а в десять получила почётный абонемент в самый престижный теннисный клуб в области залива Сан-Франциско, действовавший при отеле «Клермон» в Беркли. Там девочка проводила целые дни и там же впервые увидела игру знаменитой чемпионки Хелен Уиллз, решив, что тоже хочет играть в теннис по всему миру.
Начав участвовать в теннисных турнирах ещё подростком, на одном из своих первых взрослых чемпионатов США Пат Каннинг познакомилась с Ричардом Брэдберном Тоддом. Они поженились в декабре 1941 года, а в 1943 году у них родилась дочь, тоже получившая имя Патрисия. Дальнейших успехов Каннинг-Тодд добивалась уже будучи замужней женщиной и матерью — редкое явление в теннисе тех лет. Её игру отличал необычно мощный для женского тенниса удар закрытой ракеткой: благодаря своей гибкости она могла наносить закрытой ракеткой точные крученые удары в то время, как её соперницы довольствовались простым резаным бэкхендом. В то же время Каннинг-Тодд отмечала, что открытой ракеткой она всегда играла слабо, запаздывая с ударом.
Свой первый финал на чемпионате США Пат-старшая сыграла ещё до рождения дочери — в 1942 году в миксте, где она со своим аргентинским партнёром уступила Луизе Браф и Теду Шрёдеру. В дальнейшем она пять раз пробивалась в финал чемпионата США в женских парах, но на её пути постоянно становились Браф и её партнёрша Маргарет Осборн. В одиночном разряде Каннинг-Тодд добралась до полуфинала чемпионата США в 1946 году, но основные её успехи пришлись на европейские турниры.
В 1947 году Каннинг-Тодд выиграла в паре с ещё одной американкой Дорис Харт Уимблдонский турнир, одержав редкую победу над Браф и Осборн, после чего обыграла Осборн в растянувшемся на два дня полуфинале, а свою партнёршу Харт — в финале чемпионата Франции в одиночном разряде. Она окончила год на четвёртом месте в теннисном рейтинге USLTA. На следующий год Тодд приехала в Париж фавориткой. Ей удалось выиграть чемпионат Франции как в женских парах (с Харт), так и в миксте (с чехом Ярославом Дробным), но стать абсолютной чемпионкой ей было не суждено. В полуфинале действующая чемпионка Тодд сдала без игры матч с местной теннисисткой Нелли Ландри. Причины отказа от игры объясняются по-разному. Так, «Теннисная энциклопедия Бада Коллинза» 1997 года сообщает, что организаторы турнира перенесли начало матча на то время, когда американская теннисистка обедала, и потребовали, чтобы она немедленно явилась на корт. Эта же версия фигурирует в статье San Diego Union-Tribune 2004 года, посвящённой Каннинг-Тодд. Напротив, более поздние источники, в частности, некрологи в New York Times и журнале World Tennis, пишут, что матч между Каннинг-Тодд и Ландри был перенесён с центрального корта на один из боковых, и чемпионка отказалась от игры, заявив, что на этом корте не хватает судей на линии, а сам он у́же, чем центральный. Журнал Теннисной ассоциации Южной Калифорнии сообщает дополнительные подробности: уже засчитав Тодд поражение за неявку, организаторы турнира затем изменили своё решение и дали американке номер телефона Ландри с тем, чтобы соперницы могли назначить новое время игры. После того как Тодд не смогла дозвониться Ландри, решение о дисквалификации вступило в силу. Тодд также объявила, что больше не примет участие в чемпионате Франции, но изменила своё решение в 1950 году, вернувшись в Париж и дойдя там до финала, где, играя с заражением крови, уступила в трёх сетах Дорис Харт. В этом же году она вместе с Гасси Моран стала одной из первых теннисисток, выступивших в Индии, и выиграла там два турнира в одиночном и парном разряде. По итогам сезона Каннинг-Тодд заняла в международном теннисном рейтинге, формируемом газетой Daily Telegraph, четвёртое место — высшее в карьере.
Патрисия Каннинг-Тодд продолжала выступать ещё несколько лет, сыграв свой последний парный финал на чемпионате США в 1951 году. С 1947 по 1951 год она была постоянным членом сборной США в Кубке Уайтмен, выиграв четыре из пяти своих парных встреч и одержав общекомандную победу все пять раз. Каннинг-Тодд входила в десятку сильнейших теннисисток мира с 1946 по 1952 год, заняв в ней четвёртое место в 1950 году и ещё пять раз став пятой. На исходе карьеры, в 1952 году, она успела стать единственной теннисисткой, трижды обыгравшей будущую обладательницу Большого шлема Морин Коннолли.
В 2004 году, в возрасте 82 лет, Пат Каннинг-Тодд была включена в список кандидатов на место в Международном зале теннисной славы, но не сумела набрать нужное число голосов. В 2010 году её имя было включено в списки теннисного зала славы Сан-Диего, а на следующий год — в списки Зала славы Теннисной ассоциации Южной Калифорнии. Каннинг-Тодд умерла в Энсинитасе (Калифорния) в сентябре 2015 года.

## Финалы турниров Большого шлема за карьеру

### Одиночный разряд (1-1)
| Результат | Год  | Турнир            | Соперница в финале | Счёт в финале |
| --------- | ---- | ----------------- | ------------------ | ------------- |
| Победа    | 1947 | Чемпионат Франции | Дорис Харт         | 6-3, 3-6, 6-4 |
| Поражение | 1950 | Чемпионат Франции | Дорис Харт         | 4-6, 6-4, 2-6 |

### Женский парный разряд (2-8)
| Результат | Год  | Турнир                  | Партнёрша             | Соперницы в финале               | Счёт в финале  |
| --------- | ---- | ----------------------- | --------------------- | -------------------------------- | -------------- |
| Поражение | 1943 | Чемпионат США           | Мэри Арнольд          | Луиза Браф Маргарет Осборн       | 1-6, 3-6       |
| Поражение | 1946 | Чемпионат США (2)       | Мэри Арнольд-Прентисс | Луиза Браф Маргарет Осборн       | 1-6, 3-6       |
| Поражение | 1947 | Чемпионат Франции       | Дорис Харт            | Луиза Браф Маргарет Осборн       | 5-7, 2-6       |
| Победа    | 1947 | Уимблдонский турнир     | Дорис Харт            | Луиза Браф Маргарет Осборн       | 3-6, 6-4, 7-5  |
| Поражение | 1947 | Чемпионат США (3)       | Дорис Харт            | Луиза Браф Маргарет Осборн       | 7-5, 3-6, 5-7  |
| Победа    | 1948 | Чемпионат Франции       | Дорис Харт            | Мэри Арнольд-Прентисс Ширли Фрай | 6-4, 6-2       |
| Поражение | 1948 | Уимблдонский турнир     | Дорис Харт            | Луиза Браф Маргарет Осборн-Дюпон | 3-6, 6-3, 3-6  |
| Поражение | 1948 | Чемпионат США (4)       | Дорис Харт            | Луиза Браф Маргарет Осборн-Дюпон | 4-6, 10-8, 1-6 |
| Поражение | 1949 | Уимблдонский турнир (2) | Гасси Моран           | Луиза Браф Маргарет Осборн-Дюпон | 6-8, 5-7       |
| Поражение | 1951 | Чемпионат США (5)       | Нэнси Чаффи           | Ширли Фрай Дорис Харт            | 4-6, 2-6       |

### Смешанный парный разряд (1-3)
| Результат | Год  | Турнир              | Партнёр         | Соперники в финале           | Счёт в финале  |
| --------- | ---- | ------------------- | --------------- | ---------------------------- | -------------- |
| Поражение | 1942 | Чемпионат США       | Алехо Расселл   | Луиза Браф Тед Шрёдер        | 6-3, 1-6, 4-6  |
| Победа    | 1948 | Чемпионат Франции   | Ярослав Дробный | Дорис Харт Фрэнк Седжмен     | 6-3, 3-6, 6-3  |
| Поражение | 1950 | Чемпионат Франции   | Билл Талберт    | Барбара Скофилд Энрике Мореа | без игры       |
| Поражение | 1950 | Уимблдонский турнир | Джефф Браун     | Луиза Браф Эрик Стерджесс    | 9-11, 6-1, 4-6 |